# Гродеково-2 (населённый пункт)
Гродеково-2 — железнодорожная станция (как тип населённого пункта) в Пограничном районе Приморского края России. Входит в состав Пограничного городского поселения.

## География
Граничит с селом Барано-Оренбургское.

## История
Названа в честь Николая Ивановича Гродекова, приамурского генерал-губернатора.

## Население
| 2002 | 2010 |
| ---- | ---- |
| 99   | ↘84  |

## Транспорт
Одноимённая железнодорожная станция Дальневосточной железной дороги.